# Tachina amica
Tachina amica är en tvåvingeart som beskrevs av Joseph Waltl 1837. Tachina amica ingår i släktet Tachina och familjen parasitflugor.
Artens utbredningsområde är Tyskland. Inga underarter finns listade i Catalogue of Life.